# Tarpley (Texas)
Tarpley è una comunità non incorporata degli Stati Uniti d'America, situata nella contea di Bandera dello Stato del Texas. Fa parte della San Antonio Metropolitan Statistical Area. Il suo Zoning Improvement Plan è 78883. L'istruzione pubblica è fornita dal Bandera Independent School District.

## Geografia
La comunità è situata a 29°39′26″N 99°16′35″W, alla giunzione tra la Farm Roads 462 e la 470, 12 miglia a sud-ovest di Bandera.

## Clima
Il clima in questa zona è caratterizzato da estati calde e umide e generalmente inverni non troppo rigidi. Secondo la Classificazione dei climi di Köppen Tarpley ha un clima subtropicale umido, abbreviato "Cfa" sulle mappe climatiche.